# 超级小桀
超级小桀（1992年8月25日—），本名段东杰，现居长沙市，是斗鱼直播的一名网络主播。曾获斗鱼官方的认证“主机区资深技术宅”。

## 事件
2022年3月，拼多多「砍一刀」活动称可透過邀请亲友在24小时内一同砍价以换取心仪的商品，最低可至0元。超級小桀在17日12时52分开团砍一款2099元的Vivo手机，并邀请观众参与砍价。虽然直播中人数一度达到6万，但2小时後仍未能成功。此事引发热议，“全网等拼多多一个回应”话题登上微博热搜第一。拼多多表示，“砍价失败”是不实消息，称超级小桀在3月17日已成功砍价，平台已发放优惠券并在次日发货，并反驳“几万人参与砍价”为不实，指出主播在直播中已说明是向QQ群友发出的邀请，并没有几万名观众实际参与砍价。超级小桀回应希望拼多多能提供清晰的规则，并公开具体数据。拼多多再次回应表示该案例被曲解成与事实相反的热搜话题误导公众，已保留法律证据，不过会优化活动流程和指引。
2023年2月，超级小桀花费数万元为其居住的雨花区牛角塘社区恒达时代花园小区建设了免费高速Wi-Fi，升级了十余个高清摄像头。其在哔哩哔哩发布的《我给小区做的Wi-Fi覆盖完成啦》视频，播放量超120万，被网友们赞为「超级好邻居」和“Wi-Fi侠”。长沙晚报记者现场测速得下行和上行速度分别为47.39Mbps和4.4Mbps。使用该Wi-Fi上网需短信验证，以便于溯源。
2023年4月，超级小桀称在他外出游玩时，母亲让亲戚家的孩子进入他的电竞房，并放任其游玩直播用的游戏主机，导致《超級瑪利歐創作家2》中「全球排名30存档」失效，只能从第一关开始。

## 人物争议

#### 起因
2023年8月17日，超级小桀开设的装机店内多款产品被指控配置与售价不符引发争议。18日，超级小桀在哔哩哔哩发表道歉视频，并承诺升级所有已购电脑规格。

#### 事件发酵
道歉视频发布后超级小桀暂停其直播活动，后续网友开始质疑其人设、学历造假、视频运营外包等情况。

#### 回应
2023年8月29日、超级小桀在微博回应网络传言，解释其店铺、学历、捐建希望小学、小区WIFI承建、游戏房问题。